# 메릴랜드 사커플렉스
메릴랜드 사커플렉스(Maryland SoccerPlex)는 미국의 축구전용경기장이다. 메릴랜드주 보이드에 위치하고 있으며 NWSL 워싱턴 스피릿의 홈경기장이다.